# Sirex juvencus
Sirex juvencus é uma espécie de insetos himenópteros, mais especificamente de moscas-serra pertencente à família Siricidae.
A autoridade científica da espécie é Linnaeus, tendo sido descrita no ano de 1758.
Trata-se de uma espécie presente no território português.